# The Simpsons Bowling
The Simpsons Bowling is een 3-D trackball arcadespel gebaseerd op de animatieserie The Simpsons. Het spel werd ontwikkeld en uitgegeven door Konami, en verscheen in 2000.

## Speelwijze
Het spel draait geheel om een bowlingwedstrijd. Er zijn acht bespeelbare personages: Homer, Marge, Bart, Lisa, Mr. Burns, Apu, Krusty en Groundskeeper Willie. Elke bowler heeft zijn eigen sterke en zwakke punten. Mr. Burns kon bijvoorbeeld een bal in een goede hoek gooien, en Willie had de meeste kracht.

## Easter Eggs
Het spel bevatte een paar easter eggs. Indien een speler drie strikes op rij gooide, kreeg hij of zij een speciale bal. Afhankelijk van het personage konden de volgende ballen worden verkregen:
- Vuurbal: een brandende bowlingbal.
- Maggiebal: hierbij wordt Maggie als bowlingbal gebruikt.
- Nucleaire bal: een bowlingbal gemaakt van radioactief slijm.
- Bom bal: resulteert in een grote ontploffing.

Via een speciale handeling kon Abraham Simpson als extra speler worden ontsloten. Hij heeft vrijwel geen zwakke punten en is daarom een sterk personage.